# 概念
概念（）とは、命題の要素となる項（ドイツ語: Konzept・コンツェプト）が表すもの、あるいは意味づけられたものであり、言い換えれば、それが言語で表現された場合に名辞（ドイツ語: Konzept）となるもの。また、人が認知した事象に対して、抽象化・ 普遍化し、思考の基礎となる基本的な形態となるように、思考作用によって意味づけられたもの。
哲学では概念を「notion」（フランス語）、Begriff（ドイツ語）というが、日常的に concept（フランス語）、Konzept （ドイツ語）という。日本語訳は西周によって造られた。

## 名辞
言葉が文の要素であるように、概念は命題の要素である。概念が言葉で表現されたものを名辞（）という。ひとつの命題として
とした場合に、「A」を主辞、「B」を賓辞という。特に抽象名辞（抽象概念）は、言語や数字や記号で現実世界を表す。または現実にないものをあるものとして存在させるために表現する手段である。

## 作品の概念・コンセプト
人の手による絵画・書画・曲・文芸等の作品は、作者がその作品に込めた意図・意匠・目的・思い等の概念を有し、これを表現しており、「作品のコンセプト」等と言われている。また、受け手の感じ方によって新たな概念が付加される場合があり、作品に接する時代性や社会的価値観などの変化に伴って変わる。
芸術における概念（抽象概念）は、心で感じ取ったものを2次元（絵画）、3次元（立体彫刻など）で表現したものといえる。音楽も同様で、心で感じ取ったものを楽器の音、人間の声を構成して表現している。写真はそのときの作者（撮影者）の心情と場面をその瞬間の調和で作り上げる即興的芸術ともいわれる。
とはいえこの用法は、いわば比喩的表現であって、本来の普通の意味で用いられている「概念」、つまり抽象的認識作用のことを意味するのではないであろう。もしも絵画や音楽によって表現され、我々に何らかの印象もたらす芸術作品が端的に概念に変換されうるものであれば、わざわざ楽器や絵を用いずとも、概念によって表現すれば、制作も他者への情報伝達も極めて容易であるから。たとえば花の絵があるとして、その絵は単なる「花」という概念よりも多くの情報を持ち、我々はそれによって単なる概念以上に何らかの心的影響を受けている。そうであるならば「作品とは概念を表現するものである」という説明は実際に起きていることと矛盾している。さらに、もしも概念によって芸術的技能に寄与することがあるとすれば、わざわざ楽器や絵画の実際的練習を積まずとも、教則本などによって概念による抽象的認識を得ればそれで事足りるはずであるが、実際はそうではない。ゆえに、概念を「言葉を用いた抽象的認識」と定義するならば、この項に書かれているような意味で「概念」という語を用いるのは適切ではない。